# Meioneta prosectes
Meioneta prosectes là một loài nhện trong họ Linyphiidae.
Loài này thuộc chi Meioneta. Meioneta prosectes được George Hazelwood Locket miêu tả năm 1968.